# Gloria De Piero
Gloria De Piero (née le 21 décembre 1972) est une journaliste et une femme politique britannique du Parti travailliste. Elle est députée d'Ashfield de 2010 à 2019.
Après avoir occupé le poste de shadow ministre à partir d'octobre 2010, De Piero est promue au cabinet fantôme en 2013 en tant que ministre suppléant des femmes et de l'égalité. En 2015, elle est nommée shadow ministre des Jeunes et de l'enregistrement des électeurs, mais démissionne de ses fonctions le 26 juin 2016. Avant d'entrer en politique, elle est déjà connue pour son travail sur GMTV.

## Jeunesse
Elle est née à Bradford , dans le West Riding of Yorkshire et est d'origine italienne. Elle vit dans une zone ouvrière du sud-ouest de Bradford, connue sous le nom de Wibsey, traditionnellement une zone de vote travailliste. Elle fréquente l'école primaire Marshfields à Little Horton, puis la Priestman Middle School de Thornton Lane à Little Horton jusqu'en 1986. Quand elle a dix ans, aucun de ses parents n'a de travail en raison de la maladie de son père.
Elle fréquente le Collège catholique romain des martyrs du Yorkshire à Westgate Hill Street. Elle termine ses études secondaires au Bradford College et rejoint l'Alliance pour la liberté des travailleurs et le parti travailliste à l'âge de 18 ans . Elle se rend ensuite à l'Université du centre de l'Angleterre (aujourd'hui la Birmingham City University), où elle est présidente annuelle de la Student Union, avant d'obtenir son diplôme en sciences sociales de l'Université de Westminster en 1996. Elle y mène des activités politiques et syndicales. Elle obtient une maîtrise en théorie sociale et politique de Birkbeck College en 2001.

## Carrière en journalisme
Elle commence sa carrière dans le journalisme en tant que documentaliste dans le programme télévisé de Jonathan Dimbleby de 1997 à 1998. Elle rejoint ensuite la BBC où elle travaille pour On the Record de 1998 à 2002, The Politics Show de 2002-2003 et Westminster Hour de BBC Radio 4 , où elle produit et réalise des reportages au Palais de Westminster.
De 2003 à février 2010, elle est correspondante politique et animatrice chez GMTV. Elle est également présentatrice occasionnelle des programmes Week - end Breakfast et Week - end News sur BBC Radio 5 Live. En 2009 et 2010, De Piero présente l'émission du magazine Five Live from Studio Five , en l'absence des présentatrices Kate Walsh et Melinda Messenger.

## Carrière parlementaire

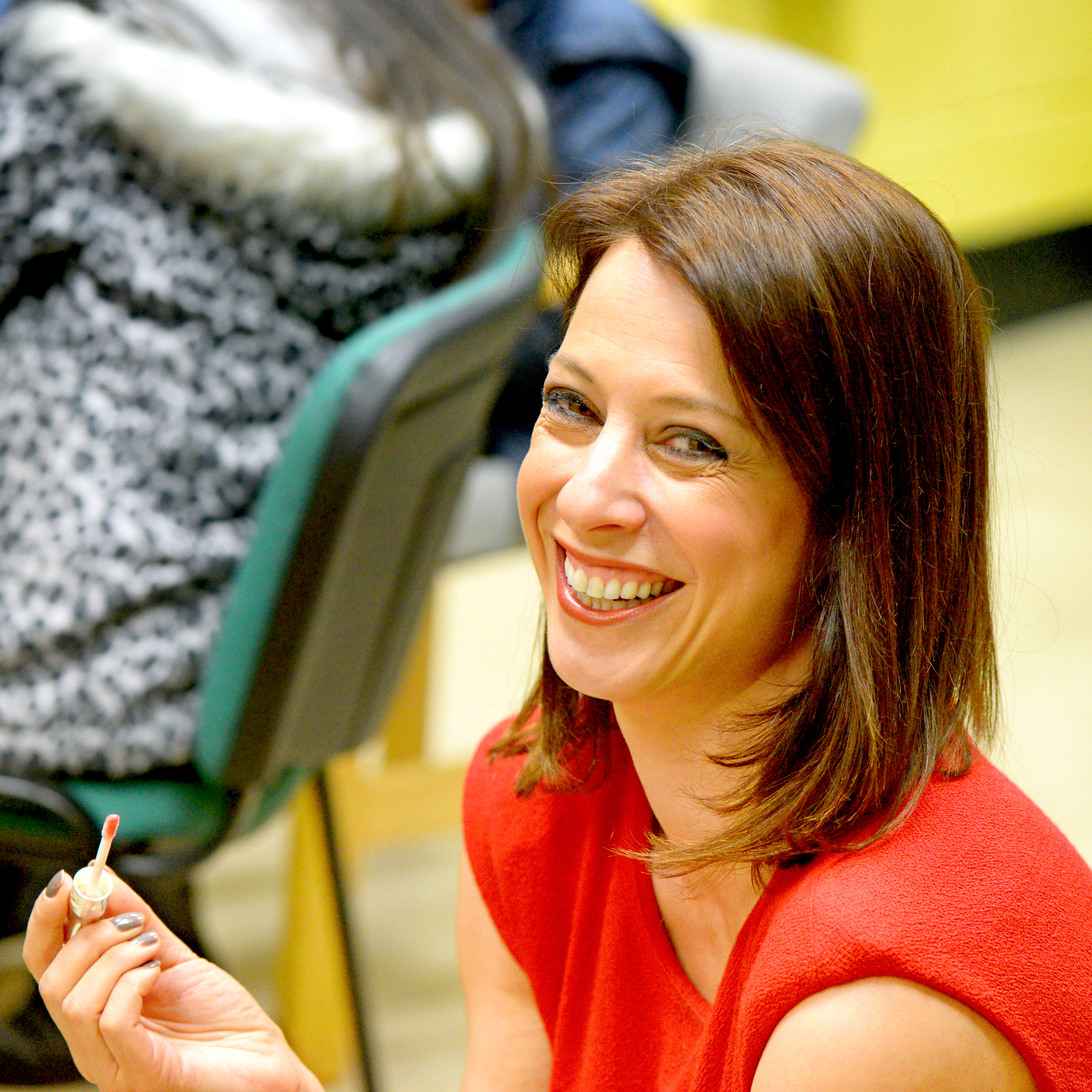
Gloria de Piero à Bradford, sa ville natale

En février 2010, elle démissionne de GMTV pour se présenter comme candidate du parti travailliste dans la circonscription d'Ashfield aux élections générales de 2010. La place est devenue vacante à la suite de l'annonce du retrait du député travailliste de la circonscription, l'ancien secrétaire à la Défense Geoff Hoon. Le 20 mars 2010, elle est sélectionnée par le parti travailliste local.
Elle est élue avec une faible majorité de 192 voix (contre 10 213 voix en 2005) face à Jason Zadrozny, des démocrates libéraux. Aux élections générales de 2015, elle bat Ashfield avec une majorité accrue de 8 820 voix et les libéraux démocrates arrivent à la quatrième place mais sa majorité tombe à 441 voix lors des élections générales de 2017.
En octobre 2010, Ed Miliband nomme De Piero au poste de shadow ministre de la culture. Lors du remaniement de 2011, elle devient shadow ministre de la prévention du crime et, en 2013, elle est promue shadow ministre des femmes et de l'égalité.
En 2015, elle est élue au Comité des arrangements de la conférence du parti travailliste avec 109 888 voix, soit une marge supérieure à celle des candidats non retenus. Dans le premier cabinet fantôme du nouveau leader travailliste Jeremy Corbyn, elle est nommée shadow ministre des Jeunes et de l'enregistrement des électeurs, un nouveau poste au niveau du cabinet fantôme. Elle démissionne de ce poste le 26 juin 2016, avec des dizaines de ses collègues, estimant que Corbyn ne pourrait pas mener le parti à la victoire aux élections générales.
Elle se prononce contre le Brexit au Référendum sur l'appartenance du Royaume-Uni à l'Union européenne et est présente avec Jeremy Corbyn lors du lancement de la campagne Labour In for Britain . Sa circonscription vote pour le brexit à 70%.
Le 3 juillet 2017, elle accepte une place dans l'équipe de Jeremy Corbyn comme shadow ministre de la Justice.

## Vie privée
Elle épouse James Robinson en 2012. Il est auparavant correspondant pour le journal The Guardian, rédacteur en chef pour The Observer et employé du cabinet de relations publiques Powerscourt, puis devient directeur des communications de la campagne de Tom Watson pour le poste de leader adjoint du mouvement travailliste en juin 2015.    